# Référentiel (systèmes d'information)
Dans le domaine des systèmes d'information, le terme de référentiel est employé pour désigner un ensemble structuré de recommandations ou de bonnes pratiques utilisées pour le management du système d'information, et constituant un cadre commun aux directions des systèmes d'information (DSI).
Les référentiels de management du système d'information sont internationaux. Ils sont généralement orientés vers une problématique particulière :
- pour la production informatique et l'assistance aux utilisateurs: ITIL ;
- pour la gouvernance des systèmes d'information : COBIT ;
- pour le développement et la maintenance du logiciel : Capability Maturity Model Integration (CMMI) ; la première version, qui date de 1991, était limitée au génie logiciel et s'appelait Capability Maturity Model ; le modèle s'est progressivement étendu à d'autres domaines que le génie logiciel.
- pour la sécurité des systèmes d'information : ISO/CEI 27001.

## Référence
1. ↑  CIGREF - Les référentiels de la DSI, état de l'art, usage et bonnes pratiques, octobre 2009